# Baker Island (Alaska)

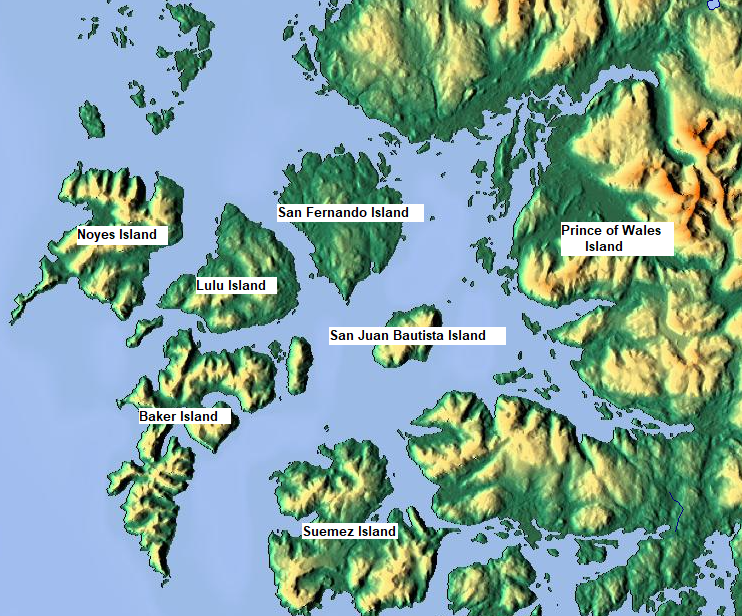
Baker Island linksonder op de kaart

Baker Island is een eiland in de Alexanderarchipel in de Alaska Panhandle in het zuidoosten van Alaska in de Verenigde Staten.

## Geografie
Het eiland heeft een oppervlakte van 115,1 vierkante kilometer en is onbewoond. Het ligt voor de centrale westkust van het Prins van Waleseiland tussen andere eilanden. Voor de oostkust ligt het Saint Ignace Island. In het noordwesten ligt Noyes Island, in het noorden ligt Lulu Island (overzijde van het Port Real Marina) en in het zuidoosten Suemez Island aan de overkant van Bucareli Bay. In het noordwesten ligt de Siketi Sound die het scheidt van Cone Island. Naar het westen en zuiden ligt de Golf van Alaska.

## Geschiedenis
De eerste Europeaan die het eiland zag was Aleksej Tsjirikov in 1741. Het werd in 1879 door William Healy Dall van de United States Coast and Geodetic Survey vernoemd naar Marcus Baker (1849-1903).